# Groningen (Hollandia)
Groningen város az azonos nevű tartomány, valamint az azonos nevű alapfokú közigazgatási egység, azaz község székhelye, Hollandia legészakibb nagyvárosa. Fejlett ipar, sokszínű kultúra gazdagítja. Iskolaváros, mintegy negyvenezer diák tanul itt, nekik köszönheti fiatalos légkörét.
A város egyben Groningen körzet központja is, az alábbi falvak tartoznak hozzá: Dorkwerd, Engelbert, Euvelgunne, Hoogkerk, Leegkerk, Middelbert, Noorddijk, Noorderhoogebrug, Oosterhogebrug, Roodehaan, Ruischerbrug, Slaperstil, Vierverlaten.
A zászló, ami a címer színeit követi, 1625 óta van használatban, bár hivatalosan soha nem vették fel.

## Történelem
A várost már az i. e. 3. században lakták. Első írásos emléke 1040-ből való. Groningen a Hanza-szövetség tagja volt 1284-től.
1594-ben lett Hollandia része.
A második világháborúban súlyos károkat szenvedett. 1945 áprilisában szabadították fel a németek alól.
2002-ben itt rendezték meg az 57 ország részvételével zajló 34. Nemzetközi Kémiai Diákolimpiát.

## Háztartások száma
Groningen háztartásainak száma az elmúlt években az alábbi módon változott:

## Testvértelepülések
- Graz, Ausztria
- Kalinyingrád, Oroszország
- Murmanszk, Oroszország
- Katowice, Lengyelország
- Newcastle upon Tyne, Nagy-Britannia
- Odense, Dánia
- Oldenburg, Németország
- San Carlos, Nicaragua
- Tallinn, Észtország
- Tianjin, Kína
- Zlín, Csehország

## Látnivalók
Groningent sokan Hollandia legszebb városának tartják. Ősi Hanza-városként hasonlít az észak-német városokhoz is. A régi belváros a Grote Markt (Piactér) köré épült, az utcák mind ide vezetnek.

### Szent Márton-templom
A piactér északkeleti sarkában emelkedik a 16. században épült templom 96 méter magas ötemeletes tornya. A torony mindegyik szintnél egyre keskenyebbé és alacsonyabbá válik. A csúcsán szélforgóként Szent Márton ágaskodó lovát láthatjuk. A tetejéről gyönyörű panoráma nyílik a városra. A templom belsejében Jézus életét ábrázoló falfestmények vannak, melyek állítólag a legrégibbek Hollandiában.

### Grote Markt és Vismarkt
Több szép épület néz a piactérre. Ilyen a Stadhuis (Városháza) neoklasszikus épülete, ami 1810-ben épült, a reneszánsz stílusú Goudekantoor (Aranyiroda, A Martinikerk-től északra fekszik a Martinikerkhof nagy nyitott területe, amelyben egy régi temető bújik el. Innen északra található a Prinsenhof. A 15. századi volt zárda mellett a Martinikerk-hez tartozó régi kertben az 1639-es évszámot viselő kapu áll. A Grote Marktól délnyugati irányban helyezkedik el a Vismarkt (Halpiac), ami a piactér hatalmas mérete mellett bensőségesebb és szebb is. A Vismarkt melletti templomot A-Kerk-nek nevezik, előtte a Korenbeurs a gabonatőzsde komor épülete, aminek fontos szerepe van a város életében, hiszen Groningen tartomány nem más, mint Hollandia magtára.

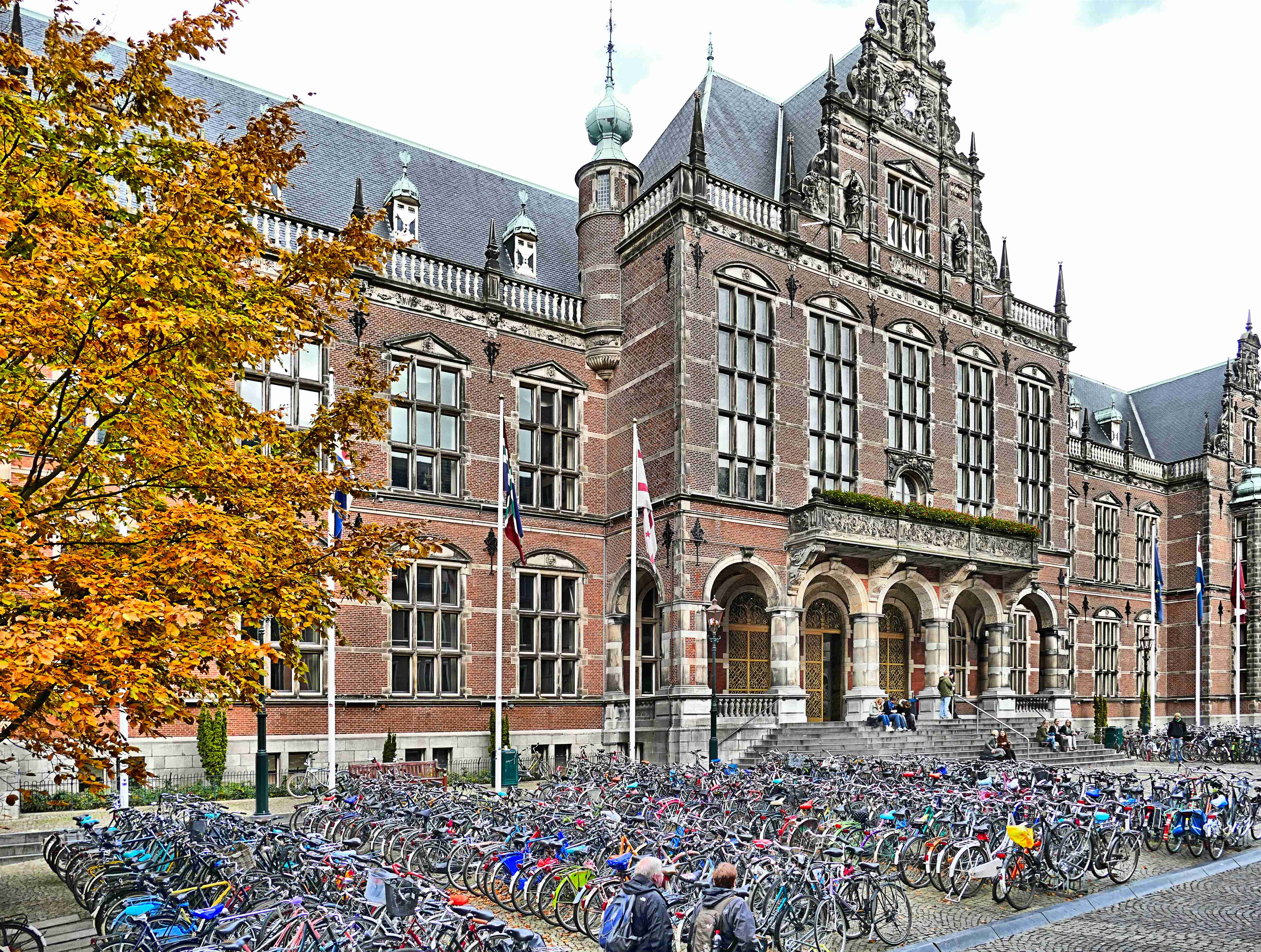
Az egyetem főépülete

### Egyetem
A Rijksuniversiteit Groningen-t (groningeni egyetem) 1614-ben alapították. Magyar diákjai közé tartozott többek között Kovásznai Péter, Kaszonyi Herczeg János, Borosnyai Nagy Zsigmond is.
Ma körülbelül 20 ezer hallgatója és 500 munkatársa van. Leghíresebb az orvosi kara. Az egyetemi könyvtár 400 ezer kötetes állományában többek közt ősnyomtatványokat, kéziratokat találhatunk. Legérdekesebb példánya a Luther által írt Új Testamentum, amit még Rotterdami Erasmus is forgatott.
A másik nagy felsőoktatási intézmény a városban a Hanzehogeschool, mely a város északi részén helyezkedik el. Hallgatóinak száma megközelíti a 25 ezret, így a Rijksuniversiteit hallgatóival együtt, Groningen majdnem egynegyedét diákok teszik ki. A tanítási szünetnek köszönhetően, nyáron érezhetően csökken a város lakossága.

### Groninger Múzeum
A múzeumot egy kis szigetre építették egy csatorna közepére. Építészetileg diszharmonikus benyomást kelt. Olyan, mintha egy bizottság különálló tagjai építették volna egyenként, majd próbálták volna egy tető alá nyomni. És ez nem is áll olyan messze az igazságtól. Alessandro Mendini főépítész, három másik kollégát is felkért, hogy tervezzék meg az épület alkotóelemeit. A bejáratnál található krómozott épületrészt Mendini tervezte. A mintát egy 1991-es svájci órán is használta. A bronzszínű torony a múzeum raktárát rejti.

## Sport
A városban található az Euroborg stadion.
A Hanzehogeschool felsőoktatási intézményhez tartozik az nagyméretű, diákoknak szánt ACLO sportközpont. Közel tíz, több száz négyzetméteres sportteremből áll, és 53 féle különböző sportolási lehetőséget biztosít, beleértve a küzdősportokat, labdajátékokat, korcsolyázást. A sportközpontot természetesen nem csak diákok használják.